# Crinia remota
Espèce
Synonymes
- Ranidella remota Tyler & Parker, 1974

Statut de conservation UICN

 LC  : Préoccupation mineure
Crinia remota est une espèce d'amphibiens de la famille des Myobatrachidae.

## Répartition
Cette espèce est endémique de l'Océanie. Elle se rencontre :
- dans le nord de l'Australie dans le nord-est du Queensland ;
- dans le sud de la Papouasie-Nouvelle-Guinée.

## Publication originale
- Tyler & Parker, 1974 : New species of hylid and leptodactylid frogs from Southern New Guinea. Transactions of the Royal Society of South Australia, vol. 98, p. 71-77 (texte intégral).